# Пикочна киселина
Пикочната киселина е хетероциклично съединение на въглерод, азот, кислород и водород с химична формула C5H4N4O3.
Пикочната киселина е антиоксидантът оксипурин, произведен от ксантина от ензима ксантин оксидаза, и е междинен продукт на пуриновия метаболизъм. Тя е антиоксидантът с най-висока концентрация в човешката кръв.
Пикочната киселина е силен редуциращ агент (електронен донор) и мощен антиоксидант, който поглъща синглетния кислород и радикалите. При почти всички животни урат оксидазата катализира окисляването на пикочната киселина до алантоин но при хората и повечето висши примати генът на урат оксидазата е нефункционален, затова пикочната киселина не се разгражда по-нататък. Наличието ѝ осигурява на организма защита от оксидативни увреждания, което води до удължаване на живота и намаляване на заболеваемостта от рак в зависимост от възрастта. Пикочната киселина има най-висока концентрация от всеки кръвен антиоксидант. При хората над половината от антиоксидантния капацитет на кръвната плазма идва от пикочната киселина.
Освен това, пикочната киселина играе сложна физиологична роля в редица процеси, включително за сигнализиране на възпаления и рискове. Намаляването на съдържанието на пикочна киселина изключително много влошава антиоксидантната защита на човешкия организъм. Антиоксидантите не само унищожават свободните радикали, но и подобряват физиологията на организма, като го предпазват от вируси, патогенни бактерии, токсични вещества и подобряват работата на имунната система.
Смятало се е, че подаграта се причинява от високите нива на пикочна киселина в кръвта. Най-нови изследвания показват, че причината за подаграта е липсата в човешкия организъм на ензима уриказа, което води до кристализация на пикочната киселина, при което кристалите се отлагат в ставите, сухожилията и околните тъкани.